# Nyugat
Nyugat ('Occident') fou la revista literària hongaresa més important de la primera meitat del segle xx. Es publicà a Budapest des de l'1 de gener de 1908 fins a l'1 d'agost de 1941, amb periodicitat bimensual, excepte alguns anys difícils en què aparegué mensualment. La influència que tingué en l'evolució de la literatura hongaresa fou decisiva, malgrat el seu curt tiratge, que inicialment fou d'uns pocs centenars d'exemplars, i de dos o tres milers en els seus millors moments. La il·lustració de la portada reproduïa la medalla commemorativa de Kelemen Mikes, esculpida per Fülöp Beck.
El seu objectiu era posar la literatura hongaresa a l'altura de la de l'Europa occidental, superant així la pròpia d'un país semifeudal que romania enfonsat en l'epigonisme. A més de les innovacions estilístiques de la fi del segle xix, rebé també la influència de les últimes tendències de la literatura moderna d'Occident. No tenia una visió única del món, però l'«enemic comú» no hi feia distincions: patí una forta oposició per part dels sectors conservadors, que hi veien un perill nacional; però el prestigi dels seus col·laboradors la'n pogué defensar, i fins i tot va sobreviure a la Primera Guerra Mundial. Amb tot, tractà de mantenir-se al marge dels moviments d'avantguarda, representats per les revistes A Tett (L'Acció, 1915-1916) i Ma (Avui, 1916-1925), de Lajos Kassák.

## Història

### Fundació
Molts creuen que Nyugat sorgí sense precedents i feu tornar de sobte la literatura hongaresa al nivell de la literatura mundial; però el cert és que a l'inici de segle Hongria gaudí d'una rica vida cultural. Les tendències de l'escola nacional popular no eren predominants, sinó que la poesia de János Vajda i Gyula Reviczky ja apuntava el simbolisme d'Endre Ady. El recull d'Ady del 1906, Új versek (Nous poemes), tingué un gran ressò, i aviat, el 1908, es va publicar també a Nagyvárad (Oradea, en romanès) la seua antologia A Holnap (El demà). Nyugat tenia, doncs, uns antecedents directes. Miksa Fenyő va escriure això, un temps després: «Nyugat no es va crear en el buit, és a dir, si algú vol escriure la seua història, no pot començar dient que Ernő Osvát i Miksa Fenyő es van conéixer i, reunits al Café Royal, a la segona tassa de café —la tercera per a Osvát—, decidiren crear una revista. No, l'historiador ha d'anar més lluny i escriure un resum de les condicions polítiques, culturals i socials a l'inici de segle que van determinar la creació de Nyugat, fins i tot si aquesta imatge no fou clarament percebuda pels fundadors de Nyugat’’.»
La revista va començar amb Ernő Osvát, Ignotus, Aladár Schöpflin, Miksa Fenyő, Zoltán Ambrus, i poc després Lajos Hatvany, que ja eren editors, crítics i experts en art reconeguts. Fou Hatvany qui va aportar els mitjans econòmics. El programa inicial es movia a l'entorn del caràcter hongarés d'Ady, el culte a la qualitat d'Osvát i el concepte de llibertat creadora d'Ignotus. Margit Kaffka, Géza Csáth, Viktor Cholnoky i Oszkár Gellért es van unir a l'equip editorial a principis de febrer, Gyula Juhász al març, Dezső Kosztolányi, Béla Balázs, Ernő Szép i Mihály Babits al novembre i Árpád Tóth al desembre. Ells formen la primera generació, a la qual s'afegeix Zsigmond Móricz, el primer descobriment.
Es poden distingir quatre períodes principals en la història de la revista. El primer va ser fins al començament de la Primera Guerra Mundial; el segon, fins a la caiguda de la República Soviètica; el tercer, durant la dècada de 1920, i el quart és el del consell de redacció dirigit per Mihály Babits.

### Durant la guerra
Els creadors de Nyugat es van mantenir des del principi, durant la Primera Guerra Mundial, en la defensa de la humanitat. El 1915 es va revelar a tot el país la realitat de la guerra, i la consciència externa es va forjar a Nyugat. Només llavors la revista es convertí realment en un equip. S'hi publicaren principalment assaigs i poemes contra la guerra, com ara el poema de Babits «Abans de Pasqua» i, a la tardor del 1918, l'assaig de Kant sobre la pau mundial. Llavors va esclatar la Revolució dels Crisantems. El gener de 1919, la mort d'Ady sotragà la redacció i el públic. Zsigmond Móricz redactà el comiat. Durant la República Soviètica, Nyugat es veié amenaçada de tancament pel seu democratisme. En caure la república dels sòviets, la revista fou censurada per la dictadura militar romanesa. Reprengué la seua publicació al novembre de 1919.

### Del 1920 al 1933
Als anys vint, l'esperit de la revista s'unificà en gran manera. Osvát deixà la redacció el 1919, i hi fou substituït per Babits. Ignotus se n'anà a Suïssa durant el govern de Mihály Károlyi, però continuà signant la seua col·laboració (fins a la mort d'Osvát). La tradició principal era Ady. A la darreria dels anys vint, la poesia d'Ady es va fer «comprensible», i això explica que, quan Kosztolányi «es venjà» amb un pamflet per antics greuges, Nyugat se li enfrontà unànimement.
En la dècada de 1920 va començar la segona generació: Lőrinc Szabó, Zoltán Zelk, Áron Tamási, Andor Endre Gelléri. Aquests prestaren una atenció especial al descobriment de poetes i escriptors de la Transsilvània envaïda, i en prosa donaren pas a experiments com el realisme màgic de Gelléri.
Però el 1929 es produí la crisi econòmica mundial, i aquest mateix any Osvát se suïcidà. Móricz evità el tancament de la revista: es va comprometre a pagar els deutes fins al 1931, a canvi d'un lloc en el consell de redacció. Però Babits, que el 1929 havia rebut el premi Baumgarten, aspirava també al mateix lloc. Tots dos varen ser directors, però no estaven d'acord en tot; entre ells hi va haver molts conflictes, i a causa d'això no aparegué el número del 16 de novembre. Finalment, van acordar que Babits s'ocuparia de la poesia i la crítica, i Móricz de la prosa.

### La dècada de 1930
Al començament de la dècada de 1930, el tiratge tornà a disminuir significativament, i el 1933 la fallida ja havia amenaçat la família de Móricz. Móricz deixà la revista, i Babits va assolir un paper d'organitzador literari, com el que havien tingut Kazinczy o Vörösmarty. Del manteniment econòmic de la revista, se n'ocupà durant molt de temps Hugó Gellért, que a més d'això fou un destacat traductor del rus.
Babits es va convertir, doncs, en la personalitat determinant de la literatura hongaresa. També figurava com a editor el nom d'Oszkár Gellért, però el seu paper no fou tan significatiu. El nom de Babits restà associat al de Nyugat. La prosa de ficció va passar a un segon pla en aquesta dècada: Babits i Kosztolányi també van abandonar l'experimentació amb les novel·les, i el 1933 morí Krúdy. Hi van aparéixer moltes polèmiques, concursos i poemes. La tercera generació també estigué formada majoritàriament per poetes: Sándor Weöres, Zoltán Jékely, István Vas. El 1935, la revista va passar de bimensual a mensual. El 1941, Hongria va entrar en guerra, morí Babits, i com que el permís de publicació només era al seu nom, Nyugat deixà d'existir.
La successora de Nyugat fou Magyar Csillag (1 d'octubre de 1941 - 1 d'abril de 1944), editada per Gyula Illyés amb Aladár Schöpflin.

## Influència i llegat
D'esperit modernista i progressista, Nyugat es caracteritzà per l'amplitud de mires, i en el pla artístic per una gran llibertat. Cap dogma: segons Ignotus, «l'art no coneix lleis, solament possibilitats». Però sí alguns principis constants: autonomia de la literatura i de l'art en general, tolerància envers les idees, receptivitat davant l'experimentació. Del simbolisme i el naturalisme del primer període a l'expressionisme i l'avantguardisme dels anys que precediren i seguiren la Primera Guerra Mundial, i després a l'assagisme dels anys trenta, la revista reflectí la diversitat de les tendències literàries i artístiques que marcaren la primera meitat del segle XX en tres generacions.
L'obertura tingué com a conseqüència una gran activitat de traducció d'obres estrangeres, seguint una tradició que des de llavors no ha deixat de perpetuar-se. Duta a un alt grau de perfecció en l'adaptació dels textos, la traducció feu un paper important: s'hi dedicà una part substancial de la revista. En Nyugat aparegué, el 1923, la traducció completa a l'hongarès de Les fleurs du mal de Baudelaire per Miháli Babits, Lőrinc Szabó i Árpád Tóth, un «monument» que s'ha pogut comparar a les traduccions de Shakespeare que havien contribuït a renovar la poesia hongaresa en el segle xix.
Nyugat contribuí també a la difusió de la psicoanàlisi. Ignotus, amic de Sándor Ferenczi, fou un dels membres fundadors de la Societat Hongaresa de Psicoanàlisi. La revista en publicà diversos textos, com també un article molt conegut de Géza Róheim, «El somni d'Adam», breu aplicació de la interpretació psicoanalítica a un clàssic de la literatura hongaresa, La tragèdia de l'home d'Imre Madách. També publicà el 1917 un text cèlebre de Sigmund Freud, «Una dificultat de la psicoanàlisi», escrit especialment per a la revista a petició d'Ignotus.